# 唐海光
唐海光，中华人民共和国政治人物、外交官。

## 生平
1981年，接替胡成放，担任中华人民共和国驻智利大使。1985年，由黄士康接任。